# Робърт Кемпбъл
Робърт Кемпбъл (на английски: Robert Campbell) е шотландско-канадски изследовател, търговец на кожи.

## Ранни години (1808 – 1831)
Роден е на 21 февруари 1808 година в долината Глен Лион, графство Пертшир, Шотландия, в семейството на фермер. През 1830 е нает на работа от „Компания Хъдсънов залив“ и изпратен в района на река Маккензи.

## Изследователска дейност (1831 – 1871)
От 1831 до 1871 изследва басейна на горното и средното течение на река Юкон. През лятото на 1840 преминава планината Маккензи и на 62º с.ш. открива река Пели (дясна съставяща на Юкон). Спуска се по нея със сал, но скоро е принуден да се върне поради недостиг на провизии.
Три години по-късно, през 1843 г., Кемпбъл отново достига до река Пели, с кану се спуска по нея до устието ѝ в Юкон. Тук среща индианско племе, което никога не е виждало бял човек, но което се държи изключително дружелюбно. По този начин Кемпбъл открива горното течение на Юкон, което нарича река Люис, но отново е принуден да се върне в базата си, защото не е подготвен за продължително плаване.
След пет години, през 1848 г., отново достига до сливането на двете реки и построява форт (сега селището Форт Селкирк). Едва през 1851 г. на Кемпбъл се отдава да се спусне надолу по реката до устието на десния ѝ приток река Поркюпайн, изкачва се последната (953 км), картира долното и средното ѝ течение, пресича планината Ричардсън и достига до долното течение на Маккензи. Една година по-рано, през 1850 г. други търговски агенти на „Компанията Хъдсънов залив“ се спускат до устието на река Танана, като по този начин към средата на XIX век става известно течението не само на главната река на Аляска (с изключение на най-горното ѝ течение), но и всичките ѝ по-значителни притоци.

## Следващи години (1871 – 1894)
През 1871 е освободен от „Компанията Хъдсънов залив“ и прекарва последните си години като фермер в Уинипег, провинция Манитоба. През 1883 издава трудът си „Откриването и изследването на река Пели“ . 
Умира на 9 май 1894 година в Уинипег на 86-годишна възраст.

## Памет
Неговото име носят:
- връх Кемпбъл (64°24′ с. ш. 138°45′ з. д. / 64.4° с. ш. 138.75° з. д.) в Скалистите планини, територия Юкон, Канада;
- планина Кемпбъл (61° – 62° с.ш., 129° – 131° з.д.) в Скалистите планини, територия Юкон, Канада;
- шосе Робърт Кемпбъл в територия Юкон, Канада, свързващ градовете Доусън Сити и Уайтхорс.